# 九品寺交差点停留場
九品寺交差点停留場（くほんじこうさてんていりゅうじょう）は、熊本県熊本市中央区大江四丁目、九品寺一丁目にある熊本市交通局の電停。停留所番号は13。A系統・B系統が停車する。

## 歴史

### 年表
- 1924年（大正13年）8月1日：新屋敷町駅として開業。
- 1943年（昭和18年）12月28日：廃止。
- 1950年（昭和25年）以前：郵政局前駅として開業。
- 1959年（昭和34年）10月1日：電報局前駅に改称。
- 2002年（平成14年）4月1日：九品寺交差点停留場に改称。

### 停留場名の由来
- 交差点名および周辺の地名にちなむ。本庄遺跡から「杦本寺」と読める土器が出土したことから、この地にはかつて有力豪族の氏寺が存在し、これが現在の「九品寺」という地名の由来となったと考えられている[1]。

## 停留場構造
相対式2面2線であるが、健軍町電停方面と通町筋電停方面の停留所は九品寺交差点を挟んで離れている。2012年4月より横断歩道からのみアクセスできるように改良工事を行い、同時に歩道橋から電停への階段は撤去した。
| のりば                        | 路線           | 方向 | 行先                                           |
| ----------------------------- | -------------- | ---- | ---------------------------------------------- |
| 西側（NTT西日本九品寺ビル側） | ■A系統         | 上り | 辛島町・河原町・熊本駅前・田崎橋方面           |
| 西側（NTT西日本九品寺ビル側） | ■B系統         | 上り | 辛島町・洗馬橋・本妙寺入口・上熊本方面         |
| 東側（イオン熊本中央店側）    | ■A系統・■B系統 | 下り | 交通局前・新水前寺駅前・水前寺公園・健軍町方面 |

## 利用状況
| 1日乗降人員推移 | 1日乗降人員推移 |
| 年度            | 1日平均人数     |
| --------------- | --------------- |
| 2011年          | 1,424           |
| 2012年          | 1,385           |
| 2013年          | 1,640           |
| 2014年          | 1,828           |
| 2015年          | 2,227           |

## 停留場周辺

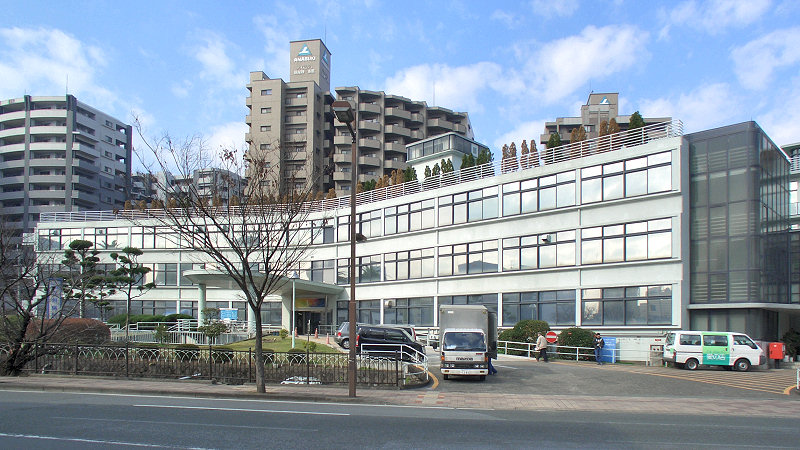
くまもと森都総合病院

九品寺交差点では熊本県道28号熊本高森線（通称：電車通り）と産業道路（熊本駅から熊本東バイパスに至る道路）が交差しており交通量が多い。
- 熊本東京海上日動ビル
- NTT西日本九品寺ビル
- 熊本九品寺ビル（読売新聞熊本支局、熊本公証人合同役場などが入居）
- 熊本九品寺一郵便局
- 熊本大学病院
- くまもと森都総合病院 （DOCOMOMO JAPAN選定 日本におけるモダン・ムーブメントの建築#48 なお2017年に新屋敷から大江に移転したが、いずれにせよ当電停から徒歩でアクセスできる場所である）
- 熊本整形外科病院
- 北九州銀行熊本支店
- 尚絅大学・尚絅大学短期大学部九品寺キャンパス、尚絅中学校・高等学校
- 大江義塾跡 （熊本市指定有形文化財）
- 徳富蘇峰旧居 （熊本市指定有形文化財）
- 熊本市立白川小学校
- 熊本市消防局・中央消防署
- 熊本白川教会
- 白川…当停留場と水道町停留場の間で大甲橋を渡る

## バス路線
- 九品寺交差点（電車通り沿い）
  - 産交バス - 東4・5・7・8、県14～18・20・21・24・25、鹿4～8、西4・6・7・10・12、野3・6、川1・11、京4系統及び桜町BT・熊本駅・西部車庫行き
  - 電鉄バス - 県33～35系統、北1・5・9系統（いずれも本数少。平日朝夕の通勤時間帯のみの運行で通町筋・桜町BT方面には停車しない）
  - 熊本バス - 東2・9・11、県26～28、南9・10（桜町BT・熊本駅方面のみ停車）、川1系統
  - 熊本都市バス - 東1・3、鹿1・10、県1～3・5～7・11・12、味1・2・4・5・6、島1・2、西1、南1、新1、上1・4、京1系統
- 森都病院前（産業道路沿い）
  - 熊本都市バス - 駅1～4、新1、鹿1・10系統
  - 産交バス - 川1・鹿4～8系統、熊本駅直行便（乗車のみ、平日朝の通勤時間帯のみの運行）

## 隣の停留場
熊本市交通局
■A系統・■B系統（水前寺線）
水道町電停 (12) - 九品寺交差点電停 (13) － 交通局前電停 (14)